# Acacia macracantha
Acacia macracantha es una especie de árbol  perteneciente a la familia de las Fabáceas. Originaria de América, se encuentra desde México y las Antillas hasta el noroeste de Argentina.

## Características
Acacia macracantha es un árbol espinoso que alcanza un tamaño de más de 4 m de altura en clima seco propiamente, tronco macizo, de color gris oscuro. Ramas con espinas largas y anchas en su base. Flores amarillas, con frutos en forma de vaina. Florece y da frutos en tiempo de lluvia. Crece en los barrancos, dentro y fuera de la población, en los terrenos de siembra, en las cañadas, laderas y cerros se disemina fácilmente. 

## Toxicidad
Algunas especies del género Acacia pueden contener derivados de la dimetiltriptamina y glucósidos cianogénicos en las hojas, las semillas y la corteza, cuya ingestión puede suponer un riesgo para la salud humana.

## Uso medicinal
Las espinas se han empleado en la medicina tradicional mexicana para aliviar dolores de muelas y encías.
Otros Usos: Las vainas y hojas la consume el ganado caprino su madera es muy combustionaste se extrae para utilizar en los hornos de teja y ladrillo o cómo postes para cercos, incluso la ceniza se puede utilizar como fertilizante o en preparación de insecticida natural.  

## Taxonomía
Acacia macracantha fue descrita por Carl Ludwig Willdenow y publicado en Species Plantarum. Editio quarta 4(2): 1080–1081. 1806.
Etimología
Ver: Acacia: Etimología
macracantha: epíteto que significa "gran flor".
Sinonimia
- Acacia flexuosa Willd.
- Acacia lutea Hitchc.
- Acacia lutea (Mill.) Britton
- Acacia macracantha var. glabrens Eggers
- Acacia macracanthoides DC.
- Acacia macrantha Willd.
- Acacia obtusa Willd.
- Acacia pellacantha Vogel
- Acacia subinermis DC.
- Mimosa lutea Mill.
- Poponax macracantha (Willd.) Killip
- Poponax macracanthoides (DC.) Britton & Rose[6]
- Vachellia macracantha